# Anouk Aimée
Anouk Aimée, pseudonimo di Nicole Françoise Florence Dreyfus (Parigi, 27 aprile 1932 – Parigi, 18 giugno 2024), è stata un'attrice francese.
Vinse nel 1980 il Prix d'interprétation féminine al Festival di Cannes per il film Salto nel vuoto di Marco Bellocchio. Nel 2002 le fu conferito il Premio César onorario e nel 2003 l'Orso d'oro alla carriera al Festival di Berlino.

## Biografia
Figlia di Henri Dreyfus (alias Henry Murray), attore francese di origine ebraica, e di Geneviève Sorya (nata Geneviève Durand), altra nota attrice francese, cominciò la propria carriera cinematografica nel 1947, a 15 anni. Dopo alcune apparizioni minori, si fece notare per qualche valida interpretazione guidata da registi di valore come André Cayatte in Gli amanti di Verona (1949), e Alexandre Astruc in La tenda scarlatta (1953), affermandosi definitivamente in Italia con Federico Fellini, che la diresse in La dolce vita (1960) e 8½ (1963), e in Francia con Jacques Demy in Lola - Donna di vita (1961).

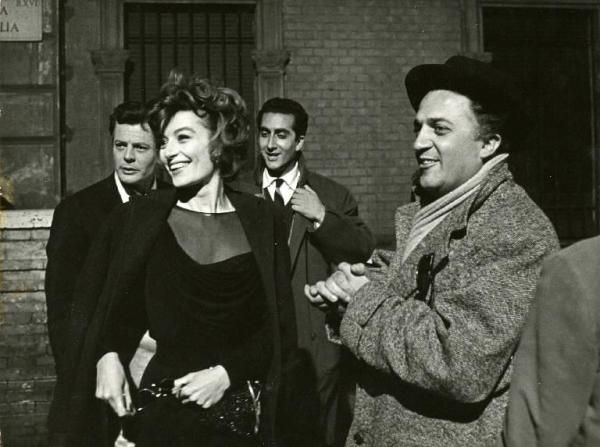
Anouk Aimée sul set de La dolce vita (1960)

La consacrazione internazionale giunse nel 1966 con Un uomo, una donna di Claude Lelouch, al fianco di Jean-Louis Trintignant e di Pierre Barouh, che fu suo marito fra il 1966 e il 1969. Seguirono L'amante perduta, Una sera, un treno, entrambi del 1968, e Rapporto a quattro (1969), quest'ultimo diretto dal regista statunitense George Cukor. Chiamata nuovamente da Lelouch a interpretare Vivere per vivere (1967), Chissà se lo farei ancora (1976) e Un uomo, una donna oggi (1986), tornò al cinema italiano dopo una lunga assenza nel 1980 con Salto nel vuoto di Marco Bellocchio, grazie al quale vinse il Prix d'interprétation féminine al Festival di Cannes, e con La tragedia di un uomo ridicolo (1981) di Bernardo Bertolucci.
Nel 1994 interpretò il ruolo di una stilista in Prêt-à-Porter di Robert Altman, film sul mondo della moda. Nel 2003 le venne assegnato l'Orso d'oro alla carriera al Festival del Cinema di Berlino. Nel 2019 venne nuovamente diretta da Lelouch in I migliori anni della nostra vita, terzo episodio dopo il grande successo di Un uomo, una donna (1966), e dopo Un uomo, una donna oggi (1986), sempre con Trintignant. 
Anouk Aimée morì a Parigi il 18 giugno 2024 all'età di 92 anni.

## Vita privata
Fu sposata quattro volte: con Édouard Zimmermann (1949-1950), Nico Papatakis (1951-1954), Pierre Barouh (1966-1969) e Albert Finney (1970-1978). Dal secondo matrimonio nacque la sua unica figlia, Manuella. Le furono attribuite relazioni, da lei mai smentite, con Warren Beatty e Omar Sharif. Sostenne attivamente le iniziative di Jane Goodall.

## Stile
Considerata "una delle cento stelle più sexy della storia del cinema", secondo un sondaggio del 1995 condotto da Empire, il suo stile di recitazione fu spesso quello di femme fatale, con un'aura malinconica, valorizzata da grandi registi di fama internazionale come Vittorio De Sica in Il giudizio universale (1961), Sidney Lumet in La virtù sdraiata (1969) e Federico Fellini in La dolce vita (1960) e 8½ (1963).

## Filmografia

### Cinema
- La fleur de l'âge, regia di Marcel Carné (1947)
- Tragico incontro (La Maison sous la mer), regia di Henri Calef (1947)
- Gli amanti di Verona (Les Amants de Vérone), regia di André Cayatte (1949)
- La salamandra d'oro (Golden Salamander), regia di Ronald Neame (1950)
- Illusione (The Man Who Watched Trains Go By), regia di Harold French (1952)
- La tenda scarlatta (Le Rideau cramoisi), regia di Alexandre Astruc (1953)
- Contraband Spain, regia di Lawrence Huntington, Julio Salvador (1955)
- Noche de tormenta, regia di Jaime de Mayora, Marcel Jauniaux (1955)
- Les mauvaises rencontres, regia di Alexandre Astruc (1955)
- La vita nelle tue mani (Ich suche dich), regia di O.W. Fischer (1956)
- Nina, regia di Rudolf Jugert (1956)
- Stresemann, regia di Alfred Braun (1957)
- Le donne degli altri (Pot Bouille), regia di Julien Duvivier (1957)
- Tutti possono uccidermi (Tous peuvent me tuer), regia di Henri Decoin (1957)
- Montparnasse (Les Amants de Montparnasse), regia di Jacques Becker (1958)
- Il viaggio (The Journey), regia di Anatole Litvak (1959)
- La fossa dei disperati (La Tête contre les murs), regia di Georges Franju (1959)
- Dragatori di donne (Les Dragueurs), regia di Jean-Pierre Mocky (1959)
- Quai Notre-Dame, regia di Jacques Berthier (1960)
- La dolce vita, regia di Federico Fellini (1960)
- Don Giovanni '62 (Le Farceur), regia di Philippe de Broca (1961)
- Lola - Donna di vita (Lola), regia di Jacques Demy (1961)
- L'imprevisto, regia di Alberto Lattuada (1961)
- Il giudizio universale, regia di Vittorio De Sica (1961)
- Sodoma e Gomorra, regia di Robert Aldrich (1962)
- Il successo, regia di Mauro Morassi (1963)
- 8½, regia di Federico Fellini (1963)
- Il giorno più corto, regia di Sergio Corbucci (1963)
- Il baro (Les Grands chemins), regia di Christian Marquand (1963)
- Il terrorista, regia di Gianfranco de Bosio (1963)
- Liolà, regia di Alessandro Blasetti (1963)
- Le voci bianche, regia di Pasquale Festa Campanile (1964)
- La fuga, regia di Paolo Spinola (1964)
- Le stagioni del nostro amore, regia di Florestano Vancini (1965)
- Il morbidone, regia di Massimo Franciosa (1965)
- Lo scandalo, regia di Anna Gobbi (1966)
- Un uomo, una donna (Un homme et une femme), regia di Claude Lelouch (1966)
- Vivere per vivere (Vivre pour vivre), regia di Claude Lelouch (1967)
- Una sera, un treno (Un soir, un train), regia di André Delvaux (1968)
- L'amante perduta (Model Shop), regia di Jacques Demy (1969)
- La virtù sdraiata (The Appointment), regia di Sidney Lumet (1969)
- Rapporto a quattro (Justine), regia di George Cukor (1969)
- Chissà se lo farei ancora (Si c'était à refaire), regia di Claude Lelouch (1976)
- Due volte donna (Mon premier amour), regia di Élie Chouraqui (1978)
- Salto nel vuoto, regia di Marco Bellocchio (1980)
- La tragedia di un uomo ridicolo, regia di Bernardo Bertolucci (1981)
- Qu'est-ce qui fait courir David?, regia di Élie Chouraqui (1982)
- Il generale dell'armata morta, regia di Luciano Tovoli (1983)
- Un rêve à peine commencé, regia di Jean-Marc Deschamps (1984)
- Viva la vita (Viva la vie), regia di Claude Lelouch (1984)
- Il successo è la miglior vendetta (Success Is the Best Revenge), regia di Jerzy Skolimowski (1984)
- Un uomo, una donna oggi (Un homme et une femme : 20 ans déjà), regia di Claude Lelouch (1986)
- Arrivederci e grazie, regia di Giorgio Capitani (1988)
- La Table tournante, regia di Paul Grimault e Jacques Demy (1988)
- Bethune: il mitico eroe (Bethune: The Making of a Hero), regia di Phillip Borsos (1990)
- Rupture(s), regia di Christine Citti (1993)
- Les marmottes, regia di Élie Chouraqui (1993)
- Prêt-a-Porter, regia di Robert Altman (1994)
- Cento e una notte (Les cent et une nuits de Simon Cinéma), regia di Agnès Varda (1995)
- Dimmi di sì (Dis-moi oui...), regia di Alexandre Arcady (1995)
- Uomini & donne - Istruzioni per l'uso (Hommes, femmes, mode d'emploi), regia di Claude Lelouch (1996)
- Riches, belles, etc., regia di Bunny Godillot (1998)
- 1999 Madeleine, regia di Laurent Bouhnik (1999)
- Una per tutte (Une pour toutes), regia di Claude Lelouch (1999)
- Festival in Cannes, regia di Henry Jaglom (2001)
- La petite prairie aux bouleaux, regia di Marceline Loridan Ivens (2003)
- Ils se marièrent et eurent beaucoup d'enfants, regia di Yvan Attal (2004)
- De particulier à particulier, regia di Brice Cauvin (2006)
- Celle que j'aime, regia di Élie Chouraqui (2009)
- Ces amours-là, regia di Claude Lelouch (2010)
- ...Non ci posso credere (Tous les soleils), regia di Philippe Claudel (2011)
- I migliori anni della nostra vita (Les plus belles années d'une vie), regia di Claude Lelouch (2019)

### Televisione
- Adrienne Mesurat, regia di Marcel L'Herbier – film TV (1953)
- Piazza Navona, epis. Fernanda, regia di Ricky Tognazzi – serie TV (1988)
- Salomone (Solomon), regia di Roger Young – miniserie TV (1997)
- Napoléon, regia di Yves Simoneau – miniserie TV (2002)

## Riconoscimenti
- Premio Oscar
  - 1967 – Candidatura alla miglior attrice per Un uomo, una donna

- Golden Globe
  - 1967 – Migliore attrice in un film drammatico per Un uomo, una donna

- BAFTA
  - 1963 – Candidatura alla migliore attrice protagonista straniera per Lola - Donna di vita
  - 1968 – Migliore attrice protagonista straniera per Un uomo, una donna

- Premio César
  - 2002 – Premio César onorario

## Doppiatrici italiane
Nelle versioni in italiano delle opere in cui ha recitato, Anouk Aimée è stata doppiata da:
- Maria Pia Di Meo in Un uomo, una donna, Un uomo, una donna oggi, Napoléon, I migliori anni della nostra vita
- Lilla Brignone in La dolce vita, Il morbidone
- Luisella Visconti in Il successo, Le stagioni del nostro amore
- Rosetta Calavetta in Sodoma e Gomorra
- Fulvia Mammi in 8½
- Solvejg D'Assunta in Liolà
- Mirella Pace in Le voci bianche
- Rita Savagnone in La fuga
- Paola Mannoni in L'amante perduta
- Anna Miserocchi in Chissà se lo rifarei ancora
- Livia Giampalmo in Salto nel vuoto
- Lucia Catullo in Il generale dell'armata morta
- Aurora Cancian in Prêt-à-Porter
- Alba Cardilli in Salomone